# Leanne Wood
Leanne Wood (Llwynypia, 13 dicembre 1971) è una politica gallese, leader del Plaid Cymru dal 2012 al 2018, è deputata dell'Assemblea nazionale per il Galles.

## Biografia
È nata nel Distretto di contea di Rhondda Cynon Taf in Galles, è figlia di Jeff e Avril (nata James) Wood. È stata allevata e vive ancora nel vicino villaggio di Penygraig. Ha studiato alla Tonypandy Comprehensive School (ora Tonypandy Community College) e all'Università di Glamorgan (ora University of South Wales). È stata eletta deputata della Regione centrale del Galles meridionale presso l'Assemblea nazionale per il Galles dal 2003 e dal 2016 per la circoscrizione elettorale di Rhondda. È stata eletta leader del Plaid Cymru il 16 marzo 2012. Leanne Wood, socialista, repubblicana e attivista per l'indipendenza, è la prima donna leader del partito e la prima persona a esercitare la leadership senza parlare fluentemente il gallese.
Wood e il suo partner di lunga data, Ian Brown, hanno una figlia, Cerys Wood. Il suo ex compagno, David Ceri Evans, è morto per suicidio nel 2002.